# Meyrin Fields
Meyrin Fields è il primo EP del gruppo musicale statunitense Broken Bells, pubblicato nel 2011.

## Tracce
Tutte le tracce sono di James Mercer e Brian "Danger Mouse" Burton.
1. Meyrin Fields – 2:48
2. Windows – 3:13
3. An Easy Life – 2:57
4. Heartless Empire – 2:45